# Kolsko
Kolsko (deutsch Kolzig) ist ein Dorf im Powiat Nowosolski der Woiwodschaft Lebus in Polen. Es ist Sitz der gleichnamigen Landgemeinde mit etwas mehr als 3300 Einwohnern.

## Geschichte
Die erste Erwähnung des Ortes stammt aus dem Jahre 1376 als Besitz der Wartenberger Adelsfamilie von Zabeltitz. Nach 1499 wird als Besitzer ein Hans von Kottwitz aus dem benachbarten Kontopp erwähnt. Nach weiteren Besitzern ging das Dorf 1583 in die Hände Balthasar von Kittlitz über. 1766 erwarb der preußische Minister Ernst Wilhelm von Schlabrendorf den Ort. Er baute eine neue Kirche und eine evangelische Schule. 1824 wurde Ludwig Caspar von Klitzing neuer Eigentümer, die Familie blieb bis 1945 im Besitz des Dorfes. Sie bauten ein neues Schloss und einen großen Landschaftspark. Das Vorwerk konzentrierte sich auf die Schaf- und Viehzucht. Mitte des 18. Jahrhunderts entstand eine große, überregional bekannte Glashütte. 1845 lebten 899 Menschen in Kolzig. Nach dem Zweiten Weltkrieg und der Vertreibung der Einwohner wurde in den landwirtschaftlichen Anlagen eine Produktionsgenossenschaft untergebracht.

## Sehenswürdigkeiten
- Ehemaliges Schloss der Familie von Klitzing, heute Schule
- St.-Johannes-der-Täufer-Pfarrkirche aus dem Jahre 1767 mit barocker Ausstattung.

## Gemeinde
Zur Landgemeinde (gmina wiejska) Kolsko gehören eine Reihe von Dörfern mit Schulzenämtern (sołectwa).